# Rakahanga
Rakahanga is een atol in het zuidelijke deel van de Grote Oceaan en behoort tot de Cookeilanden. Het is een van de meest ongerepte plaatsen op aarde. De atol ligt zo'n 1,248 km van het hoofdeiland van de Cookeilanden Rarotonga. Het dichtste eiland op 44 km is Manihiki.

## Geografie
De Rakahanga atol bestaat uit twee hoofdeilanden, en zeven motu's (meervoud van motu, een klein eilandje dat onderdeel is van de ring van een atol).
In het oosten zijn de belangrijkste eilanden:
- Akaro
- Motu Ngangle
- Huananul
- Motu Mahuta
- Motu Okakara

En in het zuidwesten hebben we:
- Te Kainga ("het huis")

Die laatste bewaakt de breedste ingang tot de lagoon, en is de originele woonplaats van de eilanders. Een nieuwe lijst spreekt van 5 nederzettingen:
- Purapoto
- Niteiri
- Numahanga
- Teruakiore
- Matara (belangrijkste nederzetting)